# Ronde van Groot-Brittannië 2006
De Ronde van Groot-Brittannië 2006 (Engels: Tour of Britain 2006) werd gehouden van dinsdag 29 augustus tot en met zondag 3 september in Groot-Brittannië. Het was de derde editie van deze wielerkoers onder deze naam. In totaal wisten 74 van de 93 gestarte renners de eindstreep te bereiken.

## Etappe-overzicht
| etappe | datum       | start         | finish         | afstand  | winnaar           | klassementsleider |
| ------ | ----------- | ------------- | -------------- | -------- | ----------------- | ----------------- |
| 1e     | 29 augustus | Glasgow       | Castle Douglas | 162,6 km | Martin Pedersen   | Martin Pedersen   |
| 2e     | 30 augustus | Blackpool     | Liverpool      | 163 km   | Roger Hammond     | Matthew Goss      |
| 3e     | 31 augustus | Bradford      | Sheffield      | 180 km   | Filippo Pozzato   | Martin Pedersen   |
| 4e     | 1 september | Wolverhampton | Birmingham     | 130,3 km | Frederik Willems  | Martin Pedersen   |
| 5e     | 2 september | Rochester     | Canterbury     | 152,6    | Francesco Chicchi | Martin Pedersen   |
| 6e     | 3 september | Greenwich     | Londen         | 166 km   | Tom Boonen        | Martin Pedersen   |

## Klassementsleiders
| Etappe    | Algemeen        | Punten          | Berg            | Sprint            | Ploegen    |
| 1         | Martin Pedersen | Matthew Goss    | Martin Pedersen | Matthew Goss      | Unibet.com |
| 2         | Matthew Goss    | Russell Downing | Bert Roesems    | Matthew Goss      | Unibet.com |
| 3         | Martin Pedersen | Russell Downing | Andy Schleck    | Martin Pedersen   | Team CSC   |
| 4         | Martin Pedersen | Russell Downing | Andy Schleck    | Johan Vansummeren | Team CSC   |
| 5         | Martin Pedersen | Mark Cavendish  | Andy Schleck    | Johan Vansummeren | Team CSC   |
| 6         | Martin Pedersen | Mark Cavendish  | Andy Schleck    | Johan Vansummeren | Team CSC   |
| Eindstand | Martin Pedersen | Mark Cavendish  | Andy Schleck    | Johan Vansummeren | Team CSC   |

## Etappe-uitslagen

### 1e etappe
| Glasgow – Castle Douglas (162 km) |                 |                         |          |
| Plaats                            | Naam            | Ploeg                   | Tijd     |
| Winnaar                           | Martin Pedersen | Team CSC                | 4u03'38" |
| 2                                 | Luis Pasamontes | Unibet.com              | z.t.     |
| 3                                 | Matthew Goss    | South Australia.com-AIS | z.t.     |

| Algemeen klassement |                 |                         |          |
| Plaats              | Naam            | Ploeg                   | Tijd     |
| Gele trui           | Martin Pedersen | Team CSC                | 4u03'38" |
| 2                   | Luis Pasamontes | Unibet.com              | z.t.     |
| 3                   | Matthew Goss    | South Australia.com-AIS | z.t.     |

### 2e etappe
| Blackpool – Liverpool (163 km) |                 |                           |          |
| Plaats                         | Naam            | Ploeg                     | Tijd     |
| Winnaar                        | Roger Hammond   | Team Great Britain        | 3u54'15" |
| 2                              | Aart Vierhouten | Skil-Shimano              | z.t.     |
| 3                              | Russell Downing | DFL-Cyclingnews-Litespeed | z.t.     |

| Algemeen klassement |                 |                         |          |
| Plaats              | Naam            | Ploeg                   | Tijd     |
| Gele trui           | Matthew Goss    | South Australia.com-AIS | 7u57'35" |
| 2                   | Martin Pedersen | Team CSC                | + 2"     |
| 3                   | Luis Pasamontes | Unibet.com              | + 8"     |

### 3e etappe
| Bradford – Sheffield (180 km) |                 |                      |          |
| Plaats                        | Naam            | Ploeg                | Tijd     |
| Winnaar                       | Filippo Pozzato | QuickStep-Innergetic | 4u28'18" |
| 2                             | Michael Rogers  | T-Mobile Team        | + 32"    |
| 3                             | Nick Nuyens     | QuickStep-Innergetic | z.t.     |

| Algemeen klassement |                 |                      |           |
| Plaats              | Naam            | Ploeg                | Tijd      |
| Gele trui           | Martin Pedersen | Team CSC             | 12u26'24" |
| 2                   | Luis Pasamontes | Unibet.com           | + 51"     |
| 3                   | Filippo Pozzato | QuickStep-Innergetic | + 2' 11"  |

### 4e etappe
| Wolverhampton – Birmingham (130,3 km) |                  |                         |          |
| Plaats                                | Naam             | Ploeg                   | Tijd     |
| Winnaar                               | Frederik Willems | Chocolade Jacques-TV    | 2u54'12" |
| 2                                     | Mark Cavendish   | T-Mobile Team           | + 2"     |
| 3                                     | Paul Manning     | Landbouwkrediet-Colnago | + 6"     |

| Algemeen klassement |                 |                      |           |
| Plaats              | Naam            | Ploeg                | Tijd      |
| Gele trui           | Martin Pedersen | Team CSC             | 15u25'56" |
| 2                   | Luis Pasamontes | Unibet.com           | + 51"     |
| 3                   | Filippo Pozzato | QuickStep-Innergetic | + 2' 11"  |

### 5e etappe
| Rochester – Canterbury (152,6 km) |                   |                      |          |
| Plaats                            | Naam              | Ploeg                | Tijd     |
| Winnaar                           | Francesco Chicchi | QuickStep-Innergetic | 4u24'42" |
| 2                                 | Mark Cavendish    | T-Mobile Team        | z.t.     |
| 3                                 | Aart Vierhouten   | Skil-Shimano         | z.t.     |

| Algemeen klassement |                 |                      |           |
| Plaats              | Naam            | Ploeg                | Tijd      |
| Gele trui           | Martin Pedersen | Team CSC             | 19u50'43" |
| 2                   | Luis Pasamontes | Unibet.com           | + 51"     |
| 3                   | Filippo Pozzato | QuickStep-Innergetic | + 2' 11"  |

### 6e etappe
| Greenwich – The Mall (82 km) |                |                      |          |
| Plaats                       | Naam           | Ploeg                | Tijd     |
| Winnaar                      | Tom Boonen     | QuickStep-Innergetic | 2u00'41" |
| 2                            | Roger Hammond  | Team Great Britain   | z.t.     |
| 3                            | Mark Cavendish | T-Mobile Team        | z.t.     |

| Algemeen klassement |                 |                      |           |
| Plaats              | Naam            | Ploeg                | Tijd      |
| Gele trui           | Martin Pedersen | Team CSC             | 21u51'24" |
| 2                   | Luis Pasamontes | Unibet.com           | + 51"     |
| 3                   | Filippo Pozzato | QuickStep-Innergetic | + 2' 11"  |

## Eindklassementen
| Plaats    | Naam               | Ploeg                | Tijd      |
| --------- | ------------------ | -------------------- | --------- |
| Gele trui | Martin Pedersen    | Team CSC             | 21u51'24" |
| 2         | Luis Pasamontes    | Unibet.com           | +00' 51"  |
| 3         | Filippo Pozzato    | QuickStep-Innergetic | +02' 11"  |
| 4         | Nick Nuyens        | QuickStep-Innergetic | +02' 46"  |
| 5         | Michael Rogers     | T-Mobile             | z.t.      |
| 6         | Iljo Keisse        | Chocolade Jacques-T. | +03' 06"  |
| 7         | Johann Tschopp     | Phonak iShares       | +03' 07"  |
| 8         | Andy Schleck       | Team CSC             | +03' 14"  |
| 9         | Russell Downing    | DFL-Cyclingnews-L.   | +03' 16"  |
| 10        | Maarten Tjallingii | Skil-Shimano         | +03' 18"  |

| Plaats      | Naam              | Ploeg                | Punten |
| ----------- | ----------------- | -------------------- | ------ |
| Groene trui | Mark Cavendish    | T-Mobile             | 62     |
| 2           | Russell Downing   | DFL-Cyclingnews-L.   | 45     |
| 3           | Francesco Chicchi | QuickStep-Innergetic | 44     |

| Plaats    | Naam          | Ploeg           | Punten |
| --------- | ------------- | --------------- | ------ |
| Rode trui | Andy Schleck  | Team CSC        | 50     |
| 2         | Ben Greenwood | Recycling.co.uk | 35     |
| 3         | Bert Roesems  | Davitamon-Lotto | 31     |

| Plaats     | Naam              | Ploeg                | Punten |
| ---------- | ----------------- | -------------------- | ------ |
| Witte trui | Johan Vansummeren | Davitamon-Lotto      | 30     |
| 2          | Iljo Keisse       | Chocolade Jacques-T. | 23     |
| 3          | Martin Pedersen   | Team CSC             | 18     |

| Plaats | Ploeg                 | Tijd      |
| ------ | --------------------- | --------- |
|        | Team CSC              | 65u41'15" |
| 2      | Unibet.com            | +01' 00"  |
| 3      | Quick Step-Innergetic | +14' 49"  |

## Uitvallers

### 3e etappe
- Juan Manuel Garate (QuickStep-Innergetic)
- Moisés Aldape (Ceramica Panaria-Navigare)
- Paride Grillo (Ceramica Panaria-Navigare)
- Koos Moerenhout (Phonak iShares)
- Jean-Claude Lebeau (Landbouwkrediet-Colnago)
- Joeri Clauwaert (Landbouwkrediet-Colnago)
- Glenn D'Hollander (Chocolade Jacques-Topsport)
- Daniel Kreutzfeldt (Denmark)
- Baden Cooke (Unibet.com)
- Hidenori Nodera (Skil-Shimano)
- Matthew Goss (South Australia.com-AIS)

### 5e etappe
- Robert Hunter (Phonak iShares)
- Jeremy Hunt (Unibet.com)
- Floris Goesinnen (Skil-Shimano)[1]

### 6e etappe
- Igor Astarloa (Barloworld)[1]

1987 · 
1988 · 
1989 · 
1990 · 
1991 · 
1992 · 
1993 · 
1994 · 
1995 · 
1996 · 
1997 · 
1998 · 
1999 · 
2000 · 
2001 · 
2002 · 
2003 · 
2004 · 
2005 · 
2006 · 
2007 · 
2008 · 
2009 · 
2010 · 
2011 · 
2012 · 
2013 · 
2014 · 
2015 · 
2016 ·
2017 · 
2018 ·
2019 ·
2020 · 
2021 · 
2022 · 
2023 · 
2024 ·